# Payphone
Payphone – piosenka pop-rockowa stworzona na czwarty album studyjny amerykańskiej grupy muzycznej Maroon 5 pt. Overexposed (2012). Wyprodukowany przez Benny’ego Blanco i Shellbacka, utwór wydany został jako pierwszy singel promujący krążek dnia 17 kwietnia 2012 roku.

## Lista utworów singla
Digital download
1. „Payphone” (gościnnie: Wiz Khalifa) – 3:51

## Pozycje na listach przebojów
| Kraj/region       | Notowanie (2012)              | Wydawca     | Najwyższa pozycja |
| ----------------- | ----------------------------- | ----------- | ----------------- |
| Australia         | Top 100 Singles               | ARIA Charts | 2                 |
| Belgia (Flandria) | Ultratop 50                   | Ultratop    | 8                 |
| Kanada            | Canadian Hot 100              | Billboard   | 1                 |
| Nowa Zelandia     | Top 40 Singles                | RIANZ       | 2                 |
| Stany Zjednoczone | Adult Pop Songs               | Billboard   | 1                 |
| Stany Zjednoczone | Billboard Hot 100             | Billboard   | 2                 |
| Stany Zjednoczone | Top 40 Mainstream (Pop Songs) | Billboard   | 1                 |